# Саяногорск (городской округ)
Город Саяногорск  — (хак. Наа Сойан Тура) административно-территориальная единица (город республиканского значения)  и муниципальное образование (городской округ) в составе Республики Хакасия Российской Федерации.
Административный центр — город Саяногорск.

## История
Статус и границы городского округа установлены Законом Республики Хакасия от 7 октября 2004 года № 64 «Об утверждении границ муниципального образования город Саяногорск и наделении его статусом городского округа»

## Население
| 1979    | 1989    | 2002    | 2003    | 2004    | 2005    | 2006    | 2007    | 2008    |
| ------- | ------- | ------- | ------- | ------- | ------- | ------- | ------- | ------- |
| 40 842  | ↗68 370 | ↘64 687 | ↘64 600 | ↗64 800 | ↘64 300 | ↘63 900 | ↘63 800 | ↘63 500 |
| 2009    | 2010    | 2011    | 2012    | 2013    | 2014    | 2015    | 2016    | 2017    |
| ↗63 543 | ↘63 322 | ↘63 200 | ↘62 463 | ↘62 277 | ↘62 001 | ↘61 977 | ↘61 402 | ↘61 013 |
| 2018    | 2019    | 2020    | 2021    |         |         |         |         |         |
| ↘60 317 | ↘59 641 | ↘58 769 | ↘56 755 |         |         |         |         |         |

## Состав городского округа
| № | Населённый пункт | Тип населённого пункта        | Население |
| - | ---------------- | ----------------------------- | --------- |
| 1 | Богословка       | деревня                       | ↗176      |
| 2 | Майна            | пгт.                          | ↘4325     |
| 3 | Саяногорск       | город, административный центр | ↘44 872   |
| 4 | Черёмушки        | пгт.                          | ↘7382     |

## Местное самоуправление
Глава городского округа
- Молодняков Евгений Иванович;

Председатель совета депутатов
- Ситников Виталий Викторович;